# Julia Gutiérrez Caba
Julia Gutiérrez Caba (Madrid, 20 de octubre de 1928) es una actriz española.

## Biografía
Nacida en una familia con gran tradición artística, es hija de los actores Emilio Gutiérrez e Irene Caba Alba, nieta de Irene Alba, sobrina de Julia Caba Alba y hermana de Irene y Emilio Gutiérrez Caba; es, además, tía del productor José Luis Escolar y tía-abuela de la actriz Irene Escolar. En mayo de 1964 se casó con el director teatral Manuel Collado Álvarez (fallecido en 2009).
Debutó en el teatro en 1951 en Mariquilla Terremoto, con la Compañía de Catalina Bárcena, de donde pasó a la de Isabel Garcés.
En años sucesivos se convirtió en una reputada actriz teatral, con obras como Las entretenidas, Petra Regalada, de Gala o El jardín de los cerezos, de Chejov. En 1970 creó su propia compañía junto a su esposo.
Su debut cinematográfico se produjo en 1960,  de la mano de Juan Antonio Bardem en la película A las cinco de la tarde. Su paso por el cine ha estado casi siempre marcado por la interpretación de personajes de grave tono dramático. En 1977 se apartó del cine y no volvería hasta 20 años después con La herida luminosa, de José Luis Garci. Su siguiente película conjunta, You're the One (una historia de entonces), le reportó un Premio Goya como mejor actriz de reparto.
En televisión debutó a las órdenes de Jaime de Armiñán y ha desarrollado una sólida carrera casi siempre en TVE, aunque no tan abultada en títulos como la de su hermana Irene. En 1972 protagonizó la serie Buenas noches, señores, en la que interpretaba un papel distinto en cada episodio. Al igual que sucedió con el cine, también tuvo un periodo de más de 20 años en que no pisó un plató de televisión para centrarse en su carrera teatral. Su regreso se produjo con las series Los Serrano (2003-2008) y Águila Roja (2011-2012) y Estoy vivo (2017).
En 2017, tras 16 años de ausencia regresó a los escenarios con la obra de teatro Cartas de amor, de A.R Gurney.

## Filmografía parcial
- A las cinco de la tarde (1961)
- Diferente (1961)
- Usted puede ser un asesino (1961)
- Accidente 703 (1962)
- La gran familia (1963)
- Nunca pasa nada (1964)
- Tiempo de amor (1964)
- La familia y uno más (1965)
- La frontera de Dios (1965)
- Currito de la Cruz (1965)
- Nuevo en esta plaza (1966)
- Operación Plus Ultra (1966)
- Los guardiamarinas (1967)
- Un millón en la basura (1967)
- Fortunata y Jacinta (1970)
- Doña Perfecta (1977)
- La herida luminosa (1997)
- El color de las nubes (1997)
- You're the One (una historia de entonces) (2000)
- Los Serrano (2007)
- Los ojos de Julia (2010)

## Televisión
- Día a día 
  - Crueldad Mental (31 de enero de 1963)
  - La Sombra (27 de marzo de 1963)
  - Malhumor (6 de junio de 1963)
- Rosi y los demás 		
  - La Navidad (24 de diciembre de 1963)
- Novela 
  - Época de examen (1 de julio de 1963)
  - Paso a nivel (8 de febrero de 1965)
- Primera fila 
  - Y amargaba (7 de junio de 1963)
  - La herida del tiempo (19 de julio de 1963)
  - ¡Sublime decisión! (9 de octubre de 1963)
  - Las flores (30 de octubre de 1963)
  - El landó de seis caballos (18 de diciembre de 1963)
  - La bella desconocida (26 de agosto de 1964)
  - La reina y los insurrectos (4 de noviembre de 1964)
  - Tea Party (24 de marzo de 1965)
  - Ninotchka (25 de mayo de 1965)
- Confidencias
  - El gafe (4 de octubre de 1963)
  - El hombre que trae un pañuelo rojo (7 de febrero de 1964)
  - Feliz aniversario (3 de abril de 1964)
  - El pobre señor Tejada (7 de mayo de 1964)
  - Angelitos al cielo (7 de noviembre de 1964)
  - Una puerta para dos (14 de noviembre de 1964)
  - Historia de una maleta (28 de noviembre de 1964)
  - ¿Cómo es Billy? (21 de marzo de 1965)
  - Los hijos atan mucho (19 de junio de 1965)
- La pequeña comedia
  - El collar (12 de marzo de 1966)
  - El piso (18 de junio de 1966)
- Tiempo y hora 
  - Partir de cero (7 de noviembre de 1965)
  - La casualidad (27 de marzo de 1966)
  - La mano en la frente (9 de abril de 1966)
  - Domingo (13 de noviembre de 1966)
  - Como un espejo que no existirá (12 de febrero de 1967)
  - La cara (12 de marzo de 1967)
- Las doce caras de Juan 
  - Cáncer (4 de noviembre de 1967)
- Buenas noches, señores (1972)
- Mujeres insólitas 
  - La reina loca de amor (15 de marzo de 1977)
- El señor Villanueva y su gente 
  - Noche de invitados (1 de mayo de 1979)
- Estudio 1 
  - La barca sin pescador (11 de mayo de 1966)
  - La profesión de la señora Warren (7 de febrero de 1979)
  - Delito en la Isla de las Cabras (9 de marzo de 1980)
- Los Serrano (2003-2008)
- Águila roja (2011; 2013-2016)
- Estoy vivo (2017-2021)

## Teatro
- Mariquilla Terremoto (1951), de los Hermanos Álvarez Quintero.
- Ha llegado Don Juan (1952), de Jacinto Benavente.
- Eugenia Miranda (1952), de Emilio Hernandez Pino.
- No tiene importancia (1952), de Valentin Moragas Roger
- La infeliz burguesa (1952), de Pilar Millán Astray
- Milagro en la Plaza del Progreso (1953), de Joaquín Calvo Sotelo, con Irene Caba Alba y Irene Gutiérrez Caba.
- El alfiler en la boca (1953), de Jacinto Benavente, con Isabel Garcés.
- La cura de amor (1954), de Guitton.
- La ratonera (1954), de Agatha Christie;[5]
- ¡Sublime decisión! (1955), de Miguel Mihura.
- La canasta (1955), de Miguel Mihura.
- Testigo de cargo (1956) de Agatha Christie
- Un trono para Cristi (1956), de José López Rubio.
- Toda la verdad (1957), de Philip Mackie.
- Melocotón en almíbar (1958), de Miguel Mihura.
- El amor...y una señora (1958), de Carlos Llopis.
- Diez negritos (1958), de Agatha Christie.
- Coartada   (1959), de Agatha Christie.
- La visita inesperada (1959), de Agatha Christie.
- Crimen contra reloj (1960), de Frank Launder y Sidney Gilliat.
- Los ojos que vieron la muerte (1960), de Agatha Christie.
- Cosas de papá y mamá  (1960), de Alfonso Paso.
- El cenador (1960), de Alec Coppel.
- El chalet de Madame Renard (1961), de Miguel Mihura.
- Como casarse en siete días (1962), de Alfonso Paso.
- Las entretenidas (1962), de Miguel Mihura.
- Al final de la cuerda (1962), de Alfonso Paso.
- Los derechos del hombre (1963), de Alfonso Paso, con Carlos Larrañaga y María José Alfonso.
- Panteón para tres (1963), de Norman Barasch y Carroll Moore, con Ángel de Andrés e Ismael Merlo.
- A Electra le sienta bien el luto (1965), de Eugene O'Neill.
- El sol en el hormiguero (1966), de Antonio Gala.
- Flor de cactus (1966/67), de Barillet y Gredy, con Alberto Closas.
- Luz de gas (1967), de Patrick Hamilton.
- Una tarde de lluvia (1968), de Joaquín Calvo Sotelo.
- Cuarenta quilates (1969), de Barillet y Gredy, con Aurora Redondo.
- Olivia (1970), de Terence Rattigan.
- Cuatro historias de alquiler (1970), de Barillet y Gredy.
- Los viernes...amor (1971), de Waterhouse y Hall, con Irene Gutiérrez Caba y Fernando Delgado.
- La profesión de la señora Warren (1973), de Bernard Shaw.[6]
- Tal como son (1974), de Chéjov.
- Las tres gracias de la casa de enfrente (1975), de Eric Schneider.
- Doña Margarita y la biología (1976), de Athayde.
- El estornudo (1977), de Plerre Oheslot.
- Una percha para colgar el amor (1977), de Samuel Taylor.
- Acapulco... Señoras (1978), de Yves Jemiaque.
- La Celestina (1978), de Fernando de Rojas.
- Vivamos hoy (1979), de Santiago Moncada.
- Petra Regalada (1980), de Antonio Gala.
- El camino verde (1984), de Juan José Alonso Millán, con Alberto Closas.
- Amantes (1985), de Michael Cristofer, con Fernando Delgado y Joaquín Kremel.
- El jardín de los cerezos (1986), de Chéjov.
- El manifiesto (1987), de Brian Clark, con José Luis López Vázquez.
- Leyendas (1988), de James Kirkwood, con Irene Gutiérrez Caba, Joaquín Kremel y Marta Puig.
- Feliz aniversario (1991), de Adolfo Marsillach, con Blanca Marsillach y Pilar Bardem.
- Todo controlado (1992), de Juan José Alonso Millán, con Analía Gade y Carmen Roldan.
- Qué señoras (1992), de Juan José Alonso Millán, con Analía Gadé.
- Siempre en otoño (1993), de Santiago Moncada, con Irene Gutiérrez Caba y Amparo Baró.
- Juego de reyes (1995), de Pavel Kohovt.
- Preferiría que no (1998), de Antonia Brancati.
- Madame Raquin (2001), de Émile Zola.
- Cartas de amor (2017), de A.R. Gurney.

## Premios y reconocimientos
- Premio Nacional de Teatro (1970)

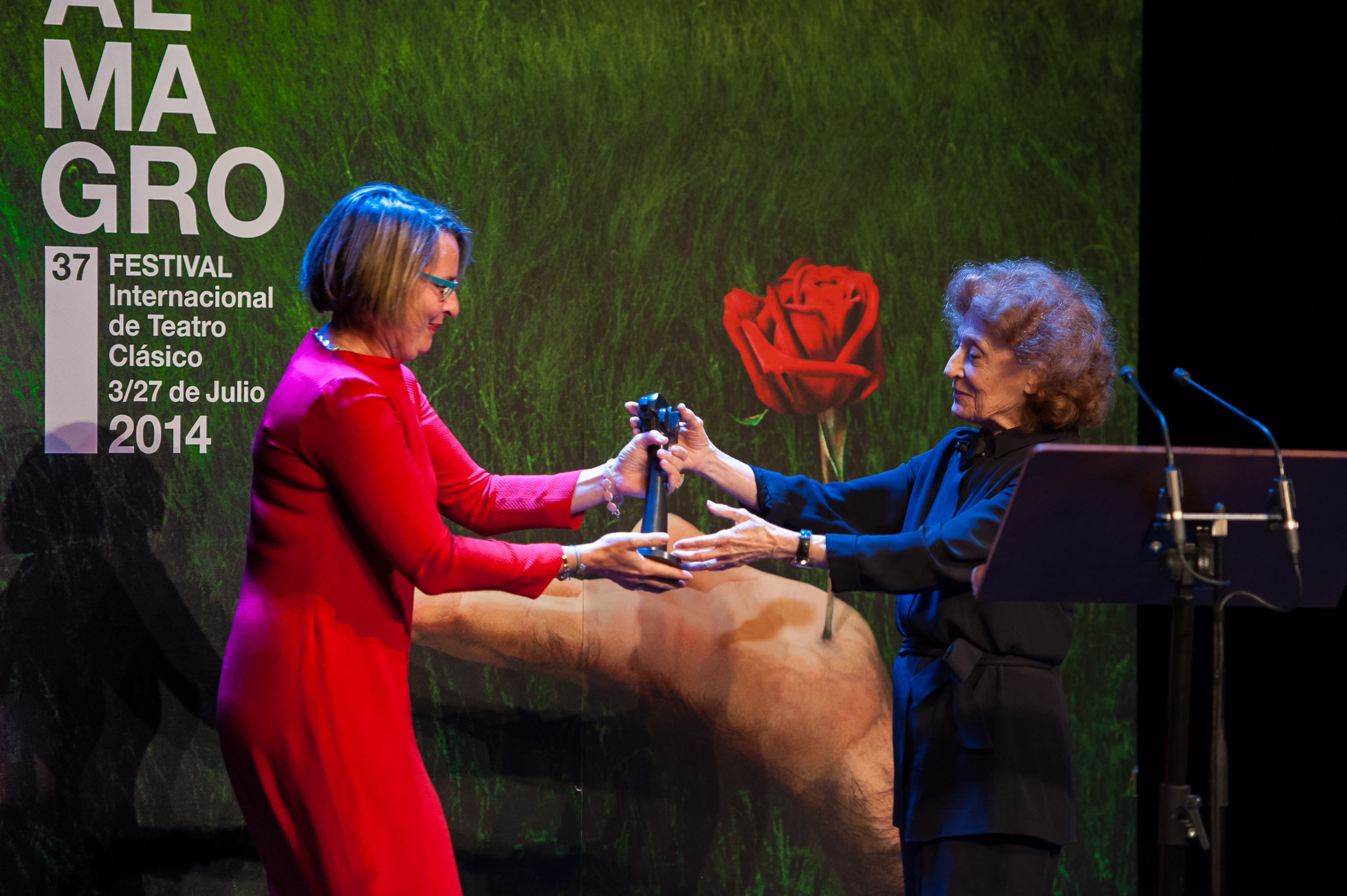
La actriz recibiendo de Natalia Menéndez el Premio Corral de Comedias otorgado por el Festival de Teatro Clásico de Almagro en 2014.

- Medalla de Oro al Mérito en las Bellas Artes (1994)
- V Premio Nacional de Teatro "Pepe Isbert". Amigos de los Teatros de España (AMITE) (2000)
- Medalla de Oro al Mérito en el Trabajo (2006)[7]
- Fotogramas de Plata a Toda una vida (2007)
- Medalla de Honor del Círculo de Escritores Cinematográficos (2011)
- Premio Corral de Comedias del Festival de Teatro Clásico de Almagro (2014)
- Premio Feroz de Honor 2020, junto con su hermano Emilio Gutiérrez Caba, otorgado por la Asociación de Informadores Cinematográficos de España.

### Premios de teatro
| Premio                                            | Año  | Montaje           | Resultado |
| ------------------------------------------------- | ---- | ----------------- | --------- |
| Premio Miguel Mihura                              | 1978 | La Celestina      | Ganadora  |
| Premio Miguel Mihura                              | 1980 | Petra Regalada    | Ganadora  |
| Fotogramas de Plata al mejor intérprete de teatro | 1980 | Petra Regalada    | Ganadora  |
| Fotogramas de Plata a la mejor actriz de teatro   | 2001 | Madame Raquin     | Nominada  |
| Premios Max                                       | 2001 | Madame Raquin     | Nominada  |
| Premios Max                                       | 2012 | Max de Honor      | Ganadora  |
| Premios de la Casa del Actor                      | 2003 | A toda su carrera | Ganadora  |
| Premios Ercilla                                   | 2004 | A toda su carrera | Ganadora  |
| Premios Mayte                                     | 2006 | A toda su carrera | Ganadora  |

### Premios de cine
| Premio                                                  | Año  | Película                                  | Resultado |
| ------------------------------------------------------- | ---- | ----------------------------------------- | --------- |
| Premio San Jorge a la mejor actriz en película española | 1961 | A las cinco de la tarde                   | Ganadora  |
| Premio del Sindicato Nacional del Espectáculo           | 1962 | Accidente 703                             | Ganadora  |
| Medalla del CEC a la mejor interpretación femenina      | 1963 | Nunca pasa nada                           | Ganadora  |
| Premio del Sindicato Nacional del Espectáculo           | 1964 | Tiempo de amor                            | Ganadora  |
| Fotogramas de Plata al mejor intérprete de cine español | 1965 | Nunca pasa nada                           | Ganadora  |
| Premio Goya a la mejor actriz protagonista              | 1997 | El color de las nubes                     | Nominada  |
| Medalla del CEC a la mejor actriz secundaria            | 2000 | You're the One (una historia de entonces) | Ganadora  |
| Premio Goya a la mejor actriz de reparto                | 2000 | You're the One (una historia de entonces) | Ganadora  |
| Medalla de honor del CEC                                | 2011 | Por toda su carrera                       | Ganadora  |

### Premios de televisión
- TP de Oro (1972), a la Mejor Actriz Nacional por Buenas noches, señores.
- Antena de Oro (1972).
- Nominada a los Premios Zapping, a la Millor actriu por Los Serrano (2003).

### Distinciones honoríficas
- Dama Gran Cruz de la Orden de Alfonso X el Sabio (Reino de España, 07/10/2016).[8]

## Ancestros
|  |                             |  |  |  |  |  |  |  |  |  |  |  |  |  |  |  |
|  | 2. Emilio Gutiérrez Esteban |  |  |  |  |  |  |  |  |  |  |  |  |  |  |  |
|  |                             |  |  |  |  |  |  |  |  |  |  |  |  |  |  |  |
|  |                             |  |  |  |  |  |  |  |  |  |  |  |  |  |  |  |
|  | 1. Julia Gutiérrez Caba     |  |  |  |  |  |  |  |  |  |  |  |  |  |  |  |
|  |                             |  |  |  |  |  |  |  |  |  |  |  |  |  |  |  |
|  |                             |  |  |  |  |  |  |  |  |  |  |  |  |  |  |  |
|  | 12. Pascual Alba Loring     |  |  |  |  |  |  |  |  |  |  |  |  |  |  |  |
|  |                             |  |  |  |  |  |  |  |  |  |  |  |  |  |  |  |
|  |                             |  |  |  |  |  |  |  |  |  |  |  |  |  |  |  |
|  | 6. Irene Alba Abad          |  |  |  |  |  |  |  |  |  |  |  |  |  |  |  |
|  |                             |  |  |  |  |  |  |  |  |  |  |  |  |  |  |  |
|  |                             |  |  |  |  |  |  |  |  |  |  |  |  |  |  |  |
|  | 13. Irene Abad              |  |  |  |  |  |  |  |  |  |  |  |  |  |  |  |
|  |                             |  |  |  |  |  |  |  |  |  |  |  |  |  |  |  |
|  |                             |  |  |  |  |  |  |  |  |  |  |  |  |  |  |  |
|  | 3. Irene Caba Alba          |  |  |  |  |  |  |  |  |  |  |  |  |  |  |  |
|  |                             |  |  |  |  |  |  |  |  |  |  |  |  |  |  |  |
|  |                             |  |  |  |  |  |  |  |  |  |  |  |  |  |  |  |
|  | 7. Manuel Caba Martínez     |  |  |  |  |  |  |  |  |  |  |  |  |  |  |  |
|  |                             |  |  |  |  |  |  |  |  |  |  |  |  |  |  |  |
|  |                             |  |  |  |  |  |  |  |  |  |  |  |  |  |  |  |